# 拉瑞默利耶尔
拉瑞默利耶尔（法語：La Jumellière，法語發音：[la ʒyməljɛʁ] ⓘ）是法国曼恩-卢瓦尔省的一个旧市镇，属于绍莱区。2015年12月15日，拉瑞默利耶尔和相邻的其它11个市镇合并为新市镇安茹地区舍米耶（Chemillé-en-Anjou）。

## 地理
拉瑞默利耶尔（47°16'50"N, 0°43'52"W）面积29.09 平方千米，位于法国卢瓦尔河地区大区曼恩-卢瓦尔省，该省份为法国西部内陆省份，大致对应安茹地区，北起顺时针与马耶讷省、萨尔特省、安德尔-卢瓦尔省、维埃纳省、德塞夫勒省、旺代省、大西洋卢瓦尔省和伊勒-维莱讷省接壤。
与拉瑞默利耶尔接壤的市镇（或旧市镇、城区）包括：尚佐、莱永河畔绍德丰、莫日地区讷维、圣欧班德吕涅、瓦勒迪莱永、圣洛朗德拉普莱讷、圣莱赞、舍米耶、舍米耶-默莱。
拉瑞默利耶尔的时区为UTC+01:00、UTC+02:00（夏令时）。

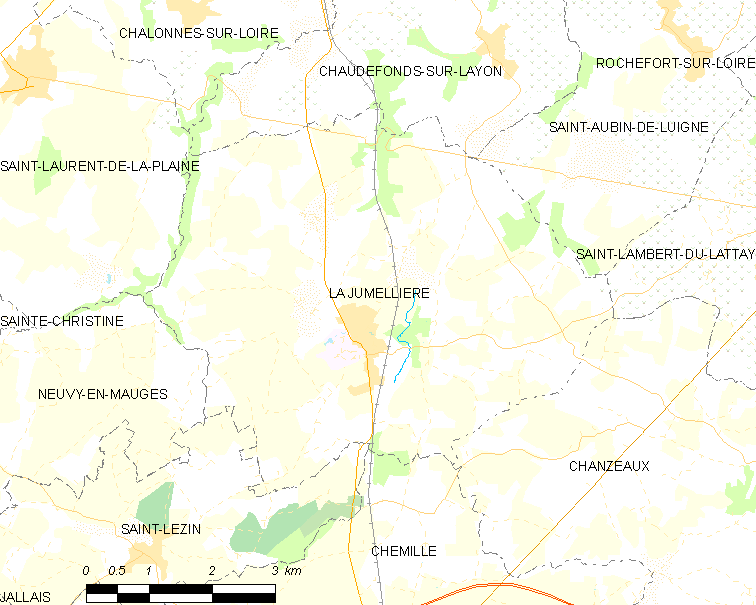
拉瑞默利耶尔的OSM定位图

## 行政
拉瑞默利耶尔的邮政编码为49120，INSEE市镇编码为49169。

## 政治
拉瑞默利耶尔所属的省级选区为安茹地区舍米耶县。

## 人口

1962-2008年间拉瑞默利耶尔人口变化图示

拉瑞默利耶尔于2018年1月1日时的人口数量为1372人。